# Walter Arnold (Fabrikant)

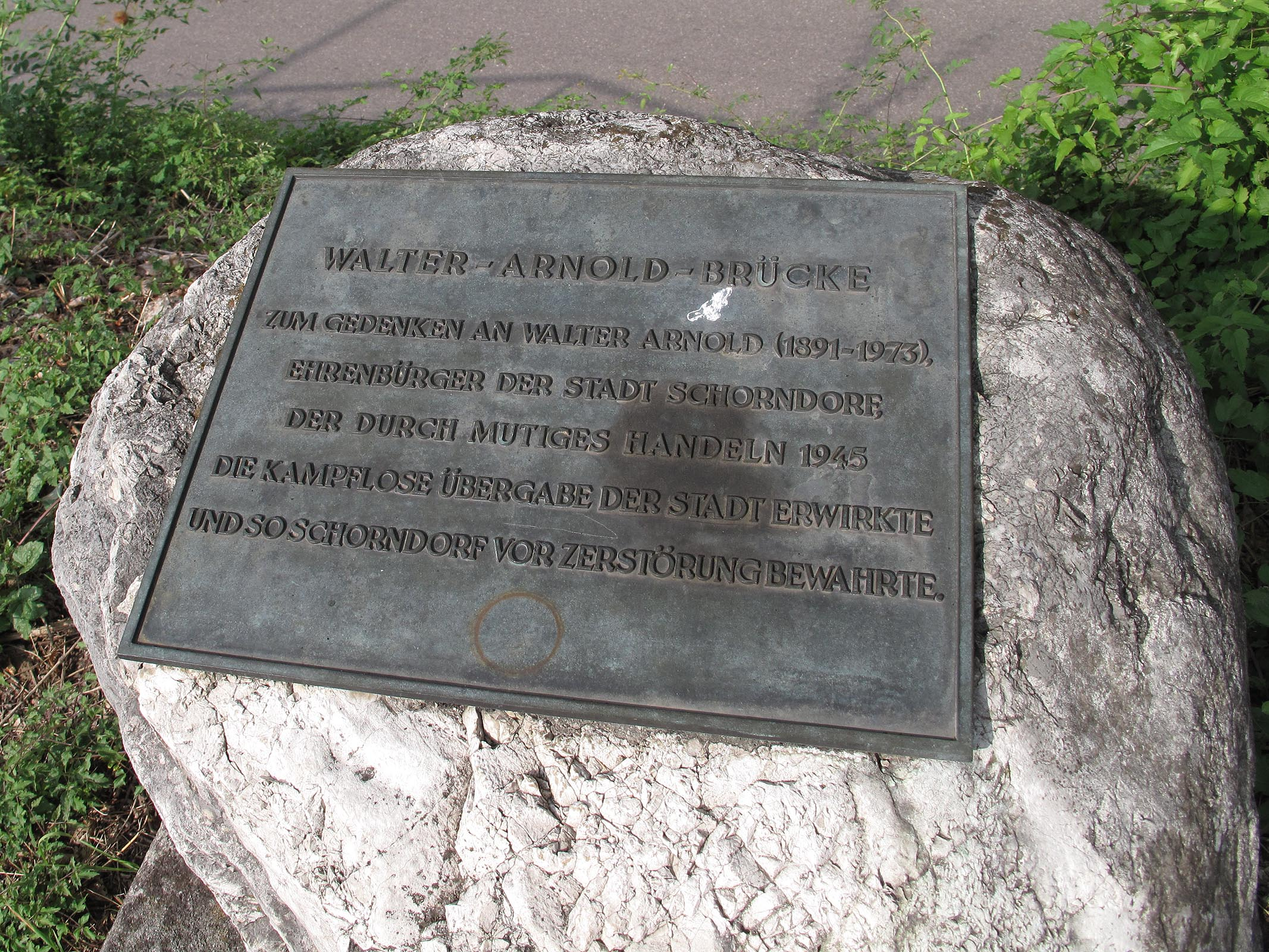
Gedenktafel zu Ehren Walter Arnolds am Südende der Walter-Arnold-Brücke in Schorndorf (2013)

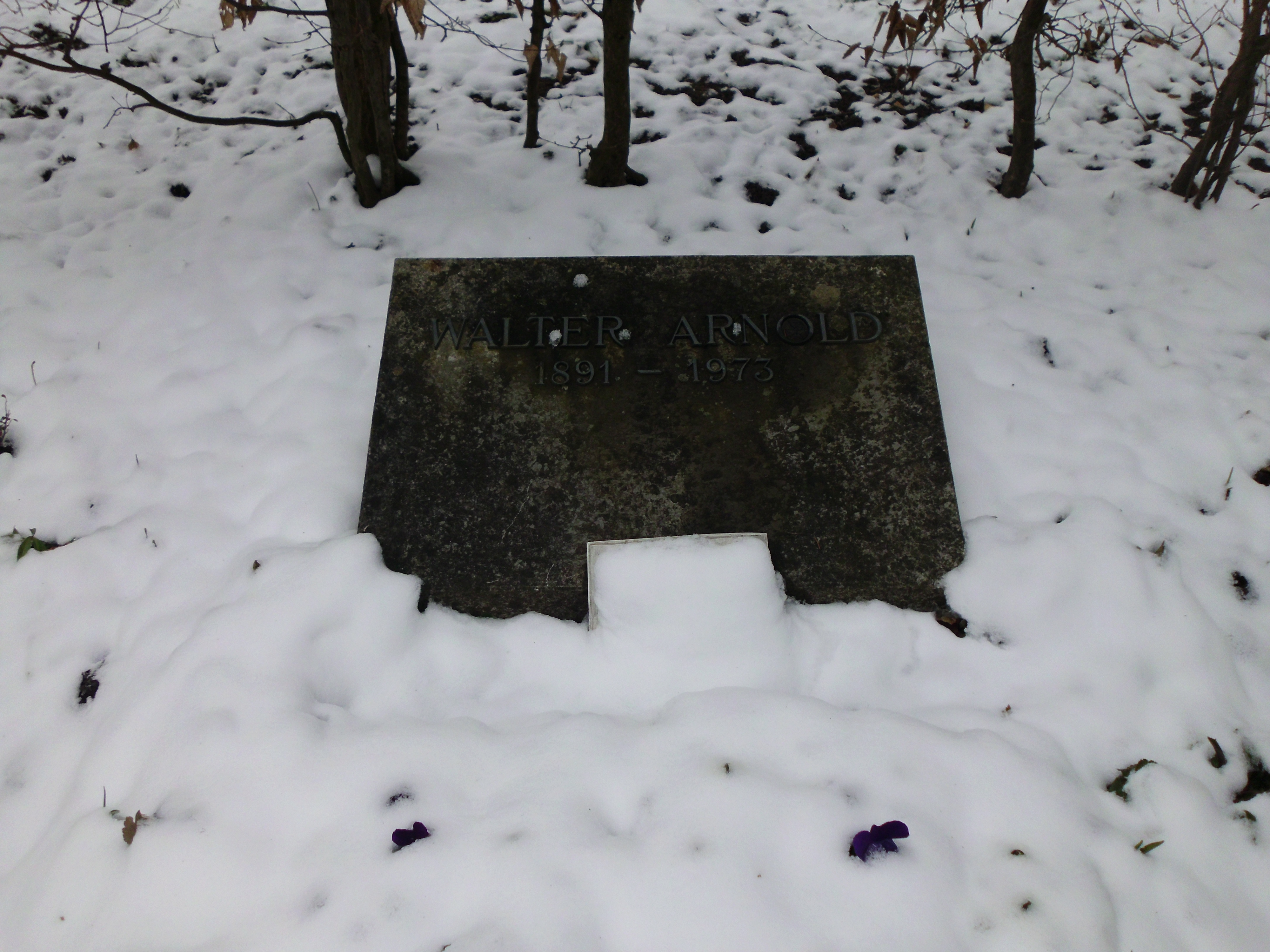
Grab von Walter Arnold auf dem neuen Friedhof in Schorndorf (2013)

Walter Arnold (* 19. Juni 1891 in Schorndorf; † 20. Oktober 1973 ebenda) war ein deutscher Fabrikant.
Arnold bewirkte gegen Ende des Zweiten Weltkriegs 1945 die friedliche Übergabe seiner Heimatstadt Schorndorf an US-amerikanische Verbände, wodurch eine Zerstörung des historischen Stadtkerns durch Kampfhandlungen vermieden wurde. Nach Kriegsende war er für einige Wochen kommissarischer Bürgermeister von Schorndorf; 1961 ernannte ihn die Stadt zu ihrem Ehrenbürger.

## Leben
Walter Arnold wurde als erster Sohn von Carl Arnold, dem Gründer der unter anderem in Schorndorf ansässigen möbelproduzierenden Arnold-Werke, am 19. Juni 1891 in Schorndorf geboren.
Nach der mittleren Reife im Jahr 1907 absolvierte Arnold nacheinander eine kaufmännische Lehre und eine Schlosserlehre. Anschließend ging Arnold in die Vereinigten Staaten, um dort Betriebswirtschaft zu studieren. Als 1914 der Erste Weltkrieg ausbrach und ihm als „feindlichem Ausländer“ das Weiterstudieren untersagt wurde, konnte Arnold dieses Studium nicht abschließen. Die Ausreise nach Deutschland wurde ihm ebenfalls zunächst untersagt. Am 3. Dezember 1916 heiratete er seine amerikanische Freundin Mezza Wood; dem Ehepaar wurde schließlich im Oktober 1919 die Ausreise nach Deutschland erlaubt.
1920 zog Arnold nach Kempen am Niederrhein und leitete fortan das dortige Arnold-Werk; ab 1925 standen auch die Werke in Schorndorf und Ernsbach unter seiner obersten Leitung. Darüber hinaus engagierte sich Arnold als Beiratsmitglied der IHK in Krefeld sowie als Vorstandsmitglied des Metall-Industriellenverbandes des linken Niederrheins. Politisch war Arnold viele Jahre als erster Kreisdeputierter des Landkreises Kempen aktiv. Am 24. August 1939 beantragte er die Aufnahme in die NSDAP und wurde zum 1. November desselben Jahres aufgenommen (Mitgliedsnummer 7.263.206). 1941 ließ er sich wieder in seiner Heimatstadt Schorndorf nieder und übernahm die Geschäftsführung des dortigen Werkes.
Als kurz vor Kriegsende 1945 US-amerikanische Truppen vor den Toren Schorndorfs standen, war die Wehrmacht fest zur Verteidigung der Stadt entschlossen. Als einflussreichem Bürger gelang es Walter Arnold, die deutschen Militärs von diesem Vorhaben abzubringen und eine Zerstörung seiner Heimatstadt zu verhindern. Er trat mit US-amerikanischen Vorauskommandos in der Nähe von Oberndorf in Kontakt und verbürgte sich für eine friedliche Übergabe der Stadt Schorndorf; dabei kamen ihm seine in den Vereinigten Staaten erworbenen Englischkenntnisse zugute. Nach Kriegsende war Walter Arnold bis zum 25. Juni 1945 kommissarischer Bürgermeister von Schorndorf. Außerdem war Arnold in dieser Zeit Verbindungsmann zwischen dem örtlichen Landratsamt und der amerikanischen Militärverwaltung in Waiblingen.
1961 wurde er zum Ehrenbürger der Stadt Schorndorf ernannt.
Walter Arnold verstarb am 20. Oktober 1973 im Alter von 82 Jahren in Schorndorf.

## Sonstiges
1985 wurde in Schorndorf die Walter-Arnold-Brücke, welche die örtlichen Gleisanlagen in Nord-Süd-Richtung überspannt, für den Verkehr freigegeben.